# ناتالي أندرسون (ممثلة)
ناتالي أندرسون (بالإنجليزية: Natalie Anderson)‏ هي مغنية وممثلة بريطانية، ولدت في 24 أكتوبر 1981 في برادفورد في المملكة المتحدة.

## وصلات خارجية
- ناتالي أندرسون على موقع IMDb (الإنجليزية)
- ناتالي أندرسون على موقع قاعدة بيانات الفيلم (الإنجليزية)